# Provincia di Niassa
La provincia di Niassa è una provincia del Mozambico nordoccidentale. Prende il nome dal lago Niassa, chiamato anche Nyasa o Malawi, in inglese.

## Geografia fisica
La provincia confina a nord con la Tanzania, a est con la provincia di Cabo Delgado, a sud con le province di Nampula e Zambezia ed a ovest ha un confine internazionale con il Malawi. Il territorio è costituito prevalentemente da altopiani, mentre è montuoso nell'area orientale, dove si affaccia sul lago Malawi. Il confine settentrionale è quasi interamente segnato dal fiume Ruvuma. L'area centrale è drenata dal fiume Lugenda e dai suoi affluenti. A sud il scorre il fiume Lùrio che segna il confine con la provincia di Nampula.
Il capoluogo provinciale è la città di Lichinga (ex Vila Cabral) posta a circa 1500 m s.l.m. nell'area occidentale.

## Geografia antropica

### Suddivisioni amministrative
La provincia è divisa nei seguenti distretti:
- Chimbonila
- Cuamba
- Lago
- Lichinga
- Majune
- Mandimba
- Marrupa
- Maúa
- Mavago
- Mecanhelas
- Mecula
- Metarica
- Muembe
- N'gauma
- Nipepe
- Sanga